# Kazimierz Pogorzelski
Kazimierz Ludwik Pogorzelski ps. „Podkowiński”, „Rygiel” (ur. 28 marca 1916 w Warszawie, poległ 2 sierpnia 1944 tamże) – żołnierz kampanii wrześniowej, ruchu oporu i powstania warszawskiego.

## Życiorys
Syn Henryka Ignacego i Anny Heleny Szyling. Był siostrzeńcem gen. dyw. Antoniego Szylinga.
Od 1926 uczył się w Gimnazjum im Jana Zamojskiego, gdzie w 1933 otrzymał świadectwo dojrzałości. We wrześniu 1934 ukończył Dywizyjny Kurs Podchorążych Rezerwy Piechoty przy 32 Pułku Piechoty w Modlinie. Odbył praktyki w zakładach „Ursus”, na statku „Kościuszko” i w firmie „Renault” w Warszawie. Następnie od 1937 studiował na Wydziale Mechanicznym politechniki w Gdańsku. Należał do Polskiej Korporacji Akademickiej Helania. 1 stycznia 1937 mianowany podporucznikiem rezerwy i przeniesiony do broni pancernej.
We wrześniu 1939 walczył w 3 Warszawskim Batalionie Pancernym. Na jesieni 1939 rozpoczął pracę konspiracyjną w pionie wojskowym organizacji „Pobudka”, która została scalona z AK. Następnie był oficerem odtwarzanego 3 batalionu pancernego VI Zgrupowania AK, pod dowództwem kpt. Stefana Golędzinowskiego „Golski”.
Od 1942 dowodził oddziałem Dywersji Bojowej w Śródmieściu („DB-3”, „Kedyw-3”). Jego oddział przeprowadził wiele akcji bojowych.
W momencie wybuchu powstania warszawskiego dowodził plutonem Oddziału Dywersji Bojowej 3, który jako pluton 1147 miał ochraniać sztab Obwodu Śródmieście AK ppłk Franciszka Pfeiffera „Radwana”. Oddział wszedł w skład Zgrupowania „Bartkiewicz”. Poległ 2 sierpnia 1944 roku na placu Małachowskiego. Na jego cześć pluton 1147 otrzymał imię: pluton „Rygla”. Pochowany na cmentarzu Powązkowskim (kwatera 277-3-27).

## Odznaczenia i ordery
- Rozkazem Dowódcy AK nr 524 z 27 sierpnia 1944 odznaczony pośmiertnie krzyżem Virtuti Militari i awansowany do stopnia kapitana.
- Srebrny Krzyż Zasługi po raz drugi - za zasługi na polu przemysły wojennego (12 października 1938)[2]